# 11670 Fountain
11670 Fountain eller 1998 AU9 är en asteroid i huvudbältet som upptäcktes den 6 januari 1998 av den amerikanske astronomen Marc W. Buie vid Anderson Mesa Station. Den är uppkallad efter Glen Harold Fountain.
Asteroiden har en diameter på ungefär 13 kilometer och den tillhör asteroidgruppen Themis.